# Baba Faja Martaneshi

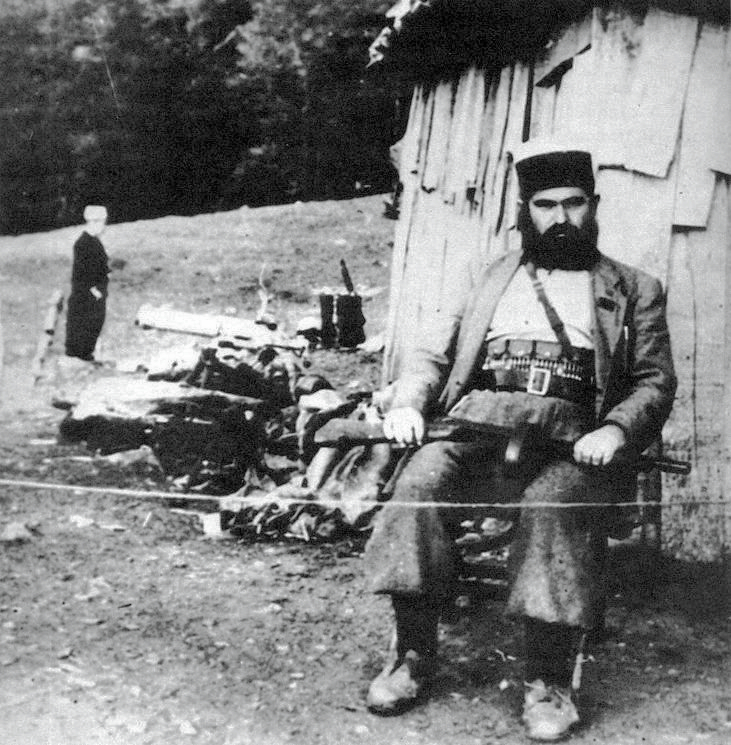
Baba Faja Martaneshi 1944 als Partisan

Baba Faja Martaneshi (geboren 1910 als Mustafa Xhani in Luz i Madh bei Kavaja, Osmanisches Reich; gestorben 18. März 1947 in Tirana) war ein albanischer spiritueller Führer (Baba) des Bektaschi-Ordens und ein Leiter des Widerstands während des Nationalen Befreiungskrieges des albanischen Volkes im Zweiten Weltkrieg. Er gilt als Nationalheld Albaniens (Hero i Popullit).

## Leben
Baba Faja führte bereits früh intensive religiöse Studien durch, um in die Tekke von Martanesh einzutreten, wo er auch den Ordensnamen annahm, unter dem er im Volk bekannt wurde.
Nach dem italienischen Einmarsch in das Königreich Albanien leitete er eine der ersten Guerillaorganisationen gegen die Besatzer, brandmarkte das faschistische Italien als antiislamisch und knüpfte Kontakte mit der kommunistischen albanischen Partisanenbewegung. Er wurde dadurch zu einem der meistgesuchten Männer im Land. In seinen Memoiren schrieb Enver Hoxha, dass der Baba während des Krieges „einer dieser Kleriker war, welche die Kappe und den Mantel eines Derwisch trugen, jedoch in ihren Herzen Albanien und ihren Händen die Gewehre für dessen Befreiung hielten. … [Er] warf seine klerikale Kappe und Mantel nicht weg, und er handelte ganz richtig, weil er auf diesem Weg noch größeren Dienst zur Linie der Partei und der Nationalen Befreiungsfront beitrug, um jeden ohne Unterscheidung von Region oder politischen wie religiösen Ansichten zu vereinen.“ David Smiley beschreibt Baba Faja als eine liebenswerte „Kanaille“, der „mit dem Singen von Partisanenliedern in seiner tiefen Bassstimme begeisterte, vor allem nach dem Konsum großer Mengen an Raki.“
Er wurde zum Gründungsmitglied der Nationalen Befreiungsfront bei deren Etablierung im September 1942 und wirkte in deren Allgemeinem Rat zusammen mit Enver Hoxha, Myslym Peza und anderen Widerstandskämpfern. Im Juli 1943 wurde er zum Mitglied des Generalstabs der Albanischen Nationalen Befreiungsarmee. Im Mai 1944 wurde er zum Vizevorsitzenden des Ständigen Ausschusses des Antifaschistischen Nationalen Befreiungsrates. Nach dem Krieg war er Vertreter Elbasans in der Verfassunggebenden Versammlung und wurde später stellvertretender Vorsitzender des Präsidiums der Volksversammlung.
Während des Krieges fragte er Hoxha, ob dieser ihn nicht in die Kommunistische Partei aufnehmen wolle; Hoxha unterstützte diesen Schritt und setzte hinzu: „Ich bin sicher, dass du nicht an Religion, sondern nur an die Partei glaubst.“ Darauf sagte Baba: „Für die Partei werde ich meine klerikalen Gewänder ablegen.“ Darauf erwiderte Hoxha: „Nein, du solltst die Roben belassen, die du trägst. Dies ist nicht die Frage der Täuschung von Menschen, aber du trugst diese religiösen Gewänder als Priester noch vor dem Krieg und vor der Gründung der Partei. Trag sie daher weiter, denn wir müssen die Gefühle der Gläubigen respektieren und die Sympathie der Leute nutzen, welche die Leute für dich und die Tekke von Martanesh haben. Also, da sie entschlossen für den Krieg sind und die Partei lieben, ihre Linie achten und anwenden, werden wir sie als Mitglied der Partei aufnehmen.“ Anschließend wurde er Parteimitglied.
Im Mai 1945 leitete er den Vierten Kongress der Bektaschi-Gemeinschaft, welche die Beziehungen zwischen dem albanischen Bektaschiten und dem Rest der islamischen Welt abbrach. Als prominenteste Persönlichkeit der Bektaschiten, welche mit den Kommunisten zusammenarbeitete, leitete er die sogenannten Reformer innerhalb der Gemeinde, welche unterstützen, dass der „Klerus“ heiraten durfte, sich die Bärte rasieren durfte und dass das tragen religiöser Kleider auf Zeremonien beschränkt werden sollte. Am 18. März 1947 wurde der konservative Vorsitzende der Gemeinde, Abas Hilmi, von Baba Faja und Baba Fejzo Dervishi (einem gleichgesinnter „Reformer“) konfrontiert, die verlangten, dass er deren Politik akzeptieren sollte oder sonst Repressalien der Regierung drohten. Hilmi entschloss sich daraufhin, Suizid zu begehen und zuvor beide Männer zu erschießen.